# رودلف والدن
رودلف والدن (بالفنلندية: Rudolf Walden)‏ هو شخصية أعمال وعسكري وسياسي فنلندي، ولد في 1 ديسمبر 1878 بهلسنكي في فنلندا، وتوفي في 25 أكتوبر 1946 في نفس البلد.